# Adult contemporary

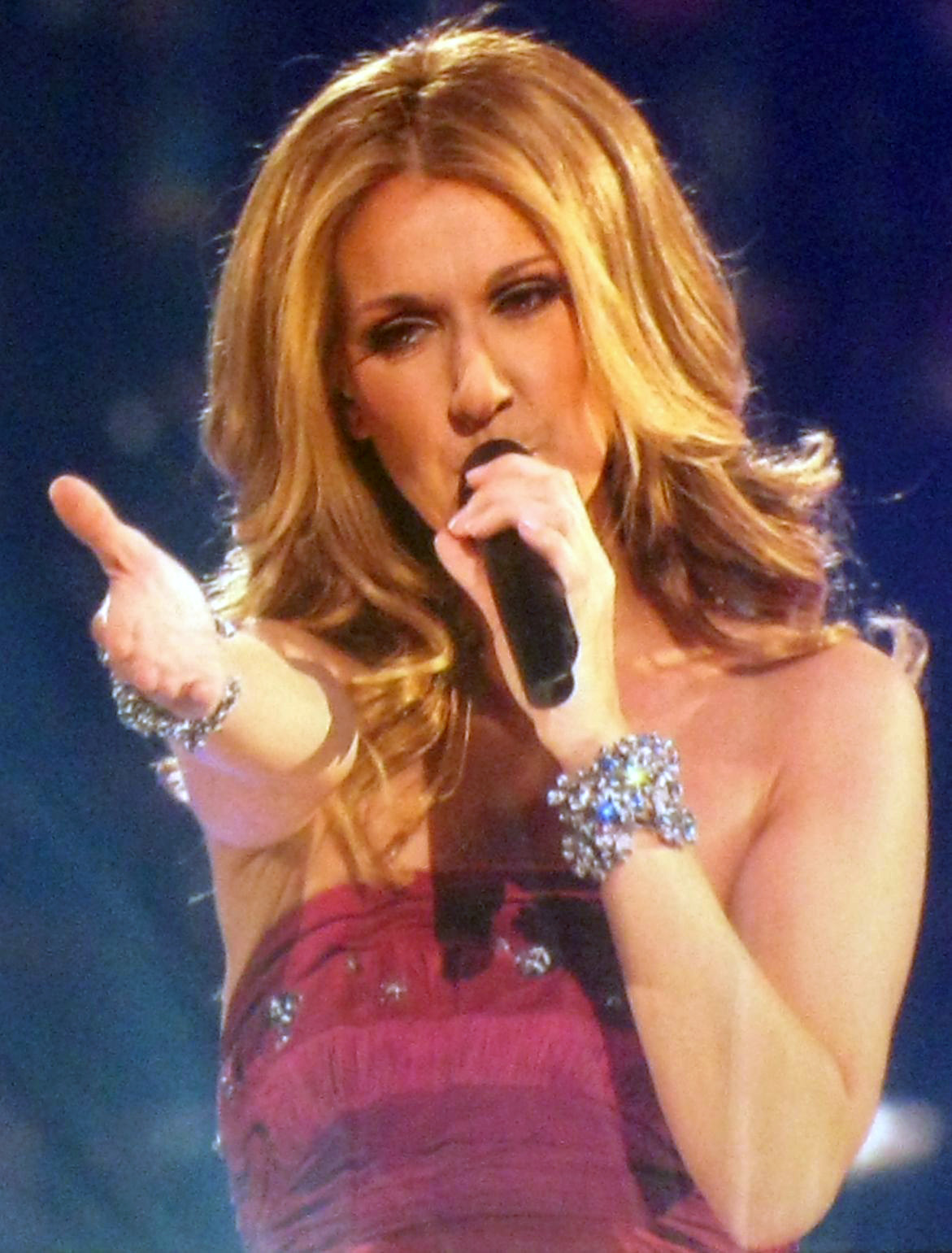
La chanteuse adult contemporary Céline Dion est l'une des plus grandes vedettes de l'industrie musicale, qui dénombre plus de 220 millions d'albums vendus dans le monde.

Pour le classement du Billboard, voir Adult Contemporary (classement).
L'adult contemporary (AC) est un style musical, variant entre musiques vocales des années 1960, soft rock des années 1970 et ballades actuelles, caractérisé par des éléments d'easy listening, de soul, de rhythm and blues, et de rock. L'adult contemporary est une continuité d'easy listening et du soft rock popularisé dans les années 1960 et 1970 caractérisée par quelques ajustements reflétant l'évolution de la musique pop/rock.

## Histoire

### Premières racines

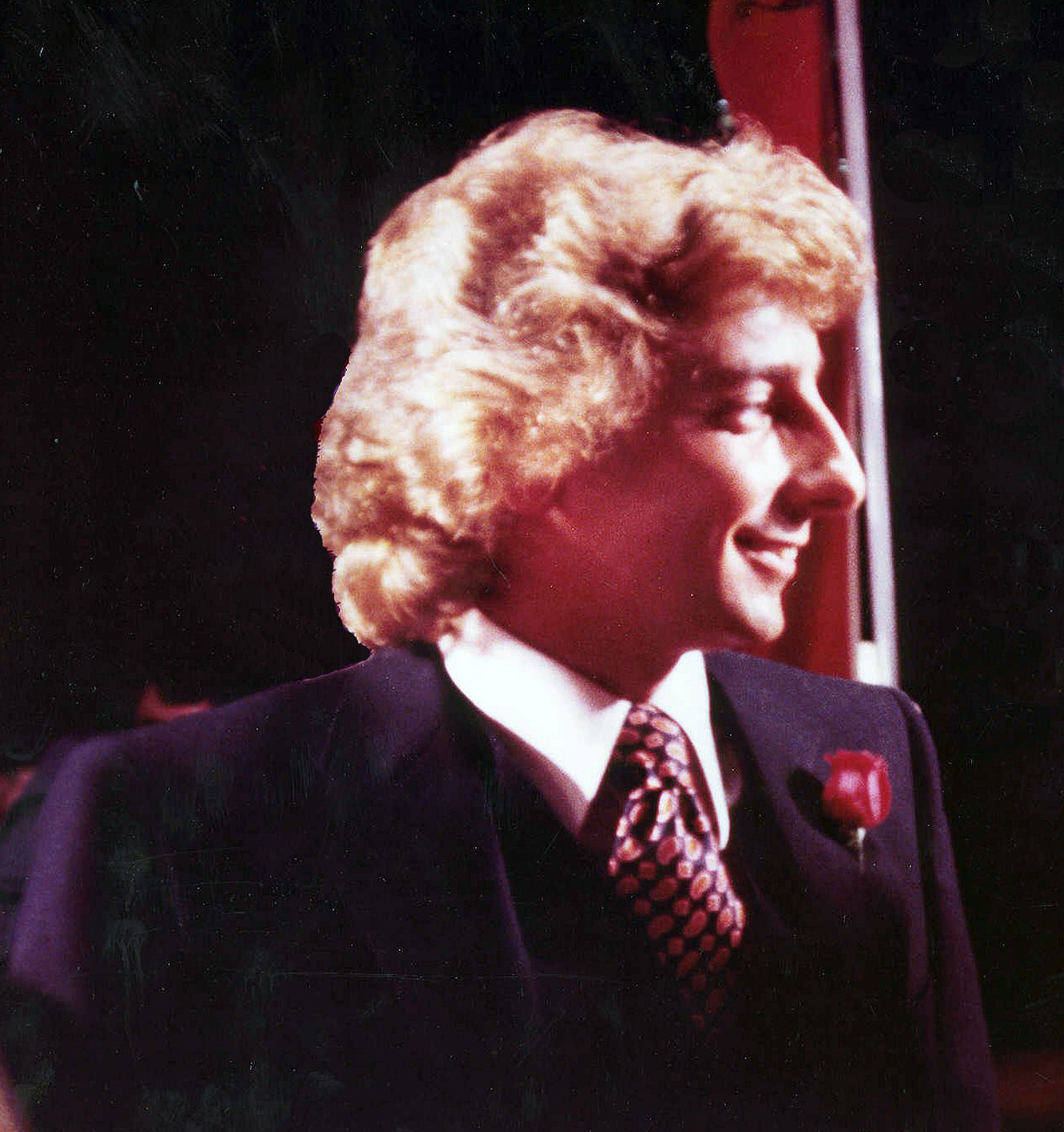
En termes de vente et de carrière, Barry Manilow est l'un des chanteurs d'adult contemporary les plus populaires et rentables des années 1970.

L'adult contemporary retrace ses racines dans le format easy listening des années 1960, composé à 70-80 % de morceaux instrumentaux et 20-30 % de chants. Il se composait parfois de 90 % d'instruments, et d'une poignée entièrement instrumentale. Le format easy listening, au tout début, est lancé par certaines chaînes de radio à la fin des années 1950 et début des années 1960 afin de continuer à jouer les chansons à succès mais en les différenciant des chaînes de radio étiquetées « rock 'n' roll. » Billboard publie pour la première fois un classement Easy Listening le 17 juillet 1961, avec 20 chansons en liste ; la première place est attribuée à Boll Weevil Song de Brook Benton. Le classement se décrit lui-même comme « pas trop éloigné dans les deux sens. »
À l'origine, les chanteurs comptaient du genre Frank Sinatra, Doris Day, Johnny Mathis, Connie Francis, Nat King Cole, Perry Como, entre autres. Les enregistrements personnalisés étaient des reprises instrumentales de chansons rock 'n' roll ou pop anciennes ou récentes, diffusées sur des chaînes de radio pour faire appel à une audience de masse sans que ça ne fasse trop commercial. Après 1965, des différences entre le classement Billboard Hot 100 et le classement Easy Listening commencent à se faire sentir. Pour mieux refléter ce que les chaînes de radio jouent, la composition du classement change drastiquement.
Tandis que le rock continue à se renforcer, les croisements entre le Hot 100 et le Easy Listening se font très rare contrairement à la première moitié des années 1960. Roger Miller, Barbra Streisand et Bobby Vinton sont les musiciens les plus célèbres du classement.

### Arrivée à la radio
Le 7 avril 1979, le classement Easy Listening est officiellement renommé Adult Contemporary, faisant d'« adult contemporary » un terme qui définit à la fois le genre musical et son classement homonyme. La musique adult contemporary devient le format le plus diffusé à la radio pendant les années 1980. L'AC populaire évolue en une mode au fil des années ; des musiciens traditionnellement AC comme Barbra Streisand, les Carpenters, Dionne Warwick, Barry Manilow, John Denver, et Olivia Newton-John éprouvent des difficultés à atteindre le Top 40 tandis que les années 1980 progressent, et que, parallèlement à l'influence de MTV, des artistes deviennent le tremplin du format Contemporary Hit Radio, comme Richard Marx, Michael Jackson, Bonnie Tyler, George Michael, Phil Collins puis Laura Branigan.